# Neferkahor
Neferkahor (fl. XXII secolo a.C.) è stato un faraone appartenente alla VIII dinastia egizia.

## Biografia
L'unica delle liste reali che riporta i nomi dei sovrani che formano VIII dinastia è quella di Abido, in cui Neferkahor occupa il posto 50.
Il Canone Reale è danneggiato e del tutto illeggibile proprio nella parte che dovrebbe contenere i sovrani di questa dinastia.
Come per altri sovrani di questa dinastia e delle dinastie IX e X è possibile che Neferkahor abbia regnato solamente su parte dell'Egitto e contemporaneamente con altri dinasti.
Il nome di questo sovrano è riportato anche su un sigillo cilindrico

## Liste Reali
| G5 | nfr | kA |

| G5 | nfr | kA |

| G5 | nfr | kA |

| G5 | nfr | kA |

| G5 | nfr | kA |

| G5 | nfr | kA |

| G5 | nfr | kA |

| G5 | nfr | kA |